# Ernő Németh
Ernő Németh (25 febbraio 1906 – 1971) è stato un calciatore ungherese, di ruolo portiere.

## Carriera
Dopo aver giocato per l'MTK Budapest, con cui vinse un campionato nel 1929, svolse la maggior parte della sua carriera in Francia. Nel 1934 sposò una donna del posto, e due anni dopo acquisì anche la nazionalità francese. Rimase a Nizza anche dopo la fine della carriera.

## Palmarès

### Club

#### Competizioni nazionali
- Campionato ungherese: 1

MTK Budapest: 1928-1929